# Barylypa fahringeri
Barylypa fahringeri là một loài tò vò trong họ Ichneumonidae.